# Wolfram(IV)-fluorid
Wolfram(IV)-fluorid ist eine anorganische chemische Verbindung des Wolframs aus der Gruppe der Fluoride.

## Gewinnung und Darstellung
Wolfram(IV)-fluorid kann durch Reduktion von Wolfram(VI)-fluorid mit Phosphor(III)-fluorid gewonnen werden. Es entsteht auch bei der Zersetzung von Wolfram(V)-fluorid. In fester Form ist es ein Polymer.

## Eigenschaften
Wolfram(IV)-fluorid ist ein rotbrauner Feststoff, der mit Wasser reagiert.